# Baron Glenarthur
Baronowie Glenarthur 1. kreacji (parostwo Zjednoczonego Królestwa)
- 1918–1928: Matthew Arthur, 1. baron Glenarthur
- 1928–1942: James Cecil Arthur, 2. baron Glenarthur
- 1942–1976: Matthew Arthur, 3. baron Glenarthur
- 1976 -: Simon Mark Arthur, 4. baron Glenarthur

Następca 4. barona Glenarthur: Edward Alexander Arthur